# مظفرپور شمالی
مظفرپور شمالی (به انگلیسی: Muzafarpur Shumali) یک منطقهٔ مسکونی در پاکستان است که در ناحیه میانوالی واقع شده‌است.